# Sanxingdui
Sanxingdui (cinese: 三星堆, Sānxīngduī, "Tumulo delle Tre Stelle") è il nome di un sito archeologico e della  cultura in Cina, che oggi si crede essere stata la locazione di un'antica città cinese. La precedente sconosciuta cultura dell'età del bronzo fu riscoperta nel 1987, quando gli archeologi scavarono importanti manufatti che il metodo del carbonio-14 permise di datare al XII-XI secolo a.C.  la cultura sconosciuta che produsse questi manufatti è oggi nota  come "cultura di Sanxingdui",che significa la luna con tre stelle, perché  la città è circondata da tre mucchi di loess .  Il museo che ospita i reperti si trova vicino alla città di Guanghan.

## Cultura di Sanxingdui

Mappa del sito di Sanxingdui

Il sito archeologico di Sanxingdui si trova circa 4 km a nord-est di Nanxing, contea di Guanghan, prefettura di Chengdu, provincia di Sichuan. Il sito è una città murata appartenente alla cultura di Sanxingdui, fondata attorno al 1600 a.C. La città, di forma trapezoidale, ha un muro orientale lungo 2000 metri, quello occidentale di 1600 metri, e copre un'area di 3,6 km2. La città fu costruita sulle rive del fiume Jian (涧河, Jiān Hé), e contiene entro le mura parte del suo affluente Mamu.  La città è uguale alla capitale Shang Ao (隞, Aó) per scala e sviluppo. Le mura sono spesse 40 metri alla base e 20 alla sommità, con un'altezza variabile tra gli 8 ed i 10 metri. Esiste anche una cerchia di mura interne. Le mura erano circondate da canali larghi 20-25 metri e profondi 2-3 metri. Questi canali erano usati per irrigazione, navigazione, difesa e controllo delle inondazioni. La città era divisa in distretti residenziali, industriali e religiosi, organizzati attorno ad un asse centrale. È lungo quest'asse che sono stati rinvenuti numerosi luoghi di sepoltura disposti su quattro terrazze. Le strutture erano composte da sale in mattoni rifinite con legno. La più grande misura circa 200 m2 di superficie.
La cultura di Sanxingdui, che corrisponde ai periodi II e III del sito, era una civiltà sconosciuta della Cina meridionale. Questa cultura è sinonimo dell'antico regno di Shu durante il periodo della dinastia Shang. Nonostante abbiano sviluppato un metodo diverso per la lavorazione del bronzo rispetto a Shang, la loro cultura non viene mai citata dagli storici cinesi. Si pensa che la cultura di Sanxingdui sia divisa in numerose fasi. La prima che corrisponde al periodo I del sito appartiene ai Baodun, e la cultura della fase finale (periodo IV) si fuse con quelle di Ba e Chu. Si pensa che la recente scoperta di Jinsha sia un trasferimento del regno di Shu e la continuazione della cultura di Sanxingdui. Ricerche letterarie mostrano che fosse la capitale del fondatore re Yufu del regno di Shu. Il regno era una forte teocrazia centralizzata con rotte commerciali per accedere al bronzo di Yin Xu ed all'avorio del Sud-est asiatico. Queste prove di diverse culture, sparse in differenti regioni cinesi, smentiscono la teoria secondo la quale il fiume Giallo fosse la sola "culla della civiltà cinese".

## Metallurgia

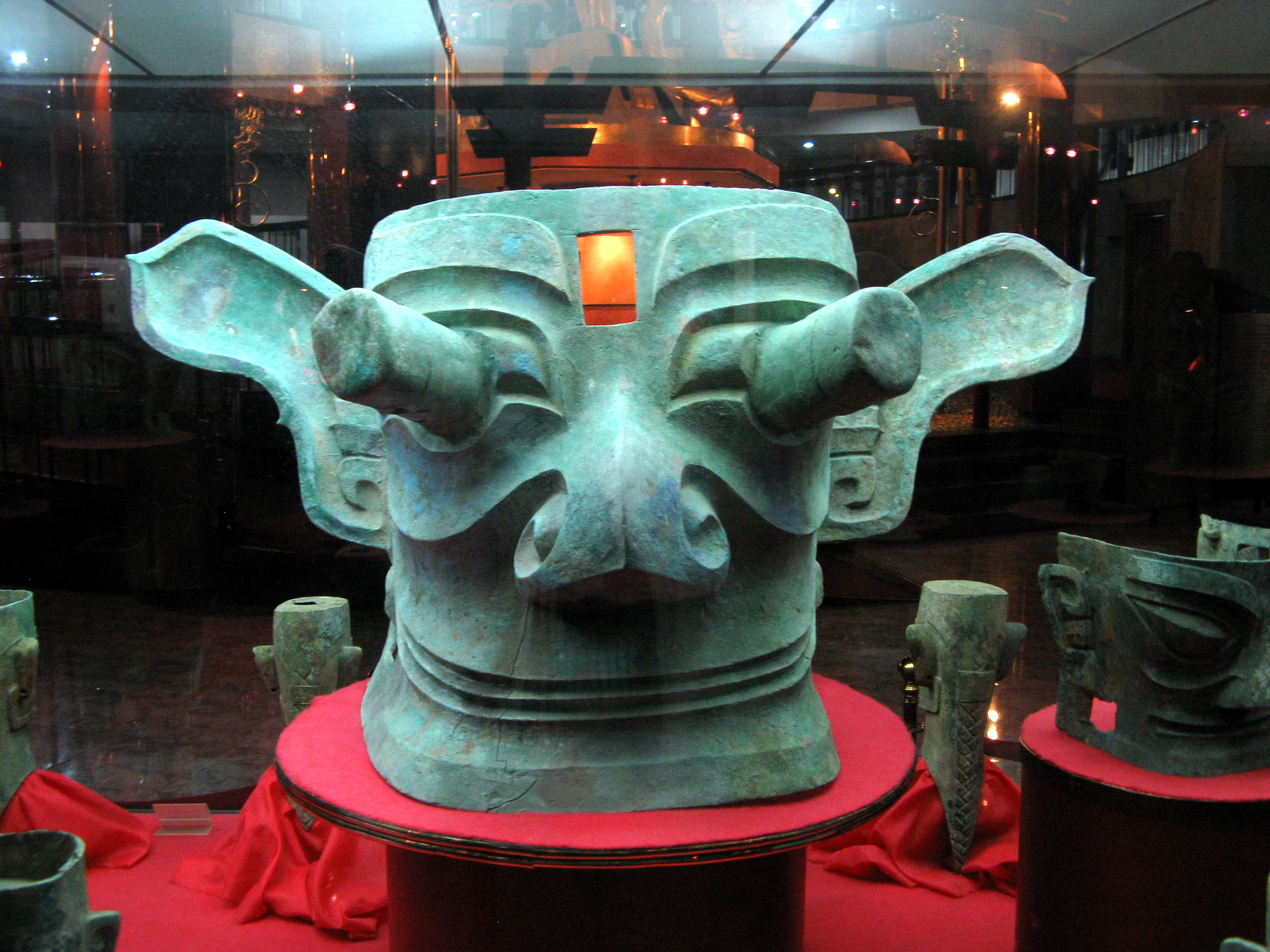
Testa in bronzo di Sanxingdui

Questa antica cultura disponeva di un'incredibilmente avanzata capacità di lavorare il bronzo, ottenuta aggiungendo piombo alla normale combinazione di rame e stagno per la creazione di una sostanza forte con cui generare oggetti grandi e pesanti. Ad esempio produssero la più antica statua umana a dimensione naturale (260 cm di altezza, 180 kg), ed un albero in bronzo con uccelli, fiori ed ornamenti (396 cm), che alcuni hanno identificato con l'albero fusang della mitologia cinese.
Il più grosso ritrovamento fu quello di dozzine di grandi maschere e teste in bronzo (almeno sei laminate d'oro) con occhi esageratamente a mandorla, alcune con pupille e grandi orecchie. Molte facce di bronzo di Sanxingdui presentano tracce di strisce di vernice: nero su occhi e ciglia, e vermiglio su labbra, narici ed orecchie. Xu interpreta questo vermiglio "non come colorazione ma qualcosa di rituale offerto alla testa da gustare, annusare e ascoltare (o qualcosa che dia il dono del respiro, dell'udito e della parola)". Basandosi sul progetto delle teste, gli archeologi credono che fossero montate su supporti di legno o totem, e forse vestite. Liu conclude che "le maschere rituali giocarono un ruolo vitale nella vita comunitaria degli antichi abitanti di Sanxingdui", ed afferma che queste maschere rituali in bronzo venivano indossate da un shi 尸 (letteralmente. "corpo"), un "impersonatore, rappresentante cerimoniale di un parente morto".
(Liu (2000:37))
Un altro studioso, Carr, compara queste "teste e maschere in bronzo con occhi sporgenti e grandi orecchie" con gli "idoli-occhi" (effigi con grandi occhi e bocche aperte progettate per indurre allucinazioni) dell'ipotesi bicamerale di Julian Jaynes; e propone che "è possibile che gli impersonatori della Cina meridionale indossassero queste maschere ipnotiche in bronzo, rappresentando ricorsivamente lo spirito di un antenato mortocon una maschera che rappresenta una faccia nascosta da una maschera".
Tra gli altri manufatti in bronzo ci sono uccelli con becchi simili a quelli di un'aquila, tigri, un grande serpente, maschere zoomorfiche, campane e quello che sembra essere una ruota in bronzo ma che più probabilmente era la decorazione di un antico scudo. Oltre al bronzo, tra i reperti di Sanxingdui ci sono oggetti risalenti alle culture neolitiche cinesi, quali cong e zhang.

## Cosmologia
Fin dal neolitico, i cinesi identificarono i quattro quadranti del cielo con animali: Drago azzurro dell'est, Uccello vermiglio del sud, Tigre bianca dell'ovest e Tartaruga nera del nord. Ognuno di questi quattro simboli era associato ad una costellazione visibile nella relativa stagione: il drago in primavera, l'uccello in estate, ecc. Dal momento che questi quattro animali erano predominanti nei ritrovamenti di Sanxingdui, i bronzi potrebbero rappresentare l'universo. Non è chiaro se siano stati parte di rituali per comunicare con gli spiriti dell'universo (o spiriti ancestrali). Non esistendo fonti scritte è difficile determinare con precisione il loro utilizzo.

## Scoperta

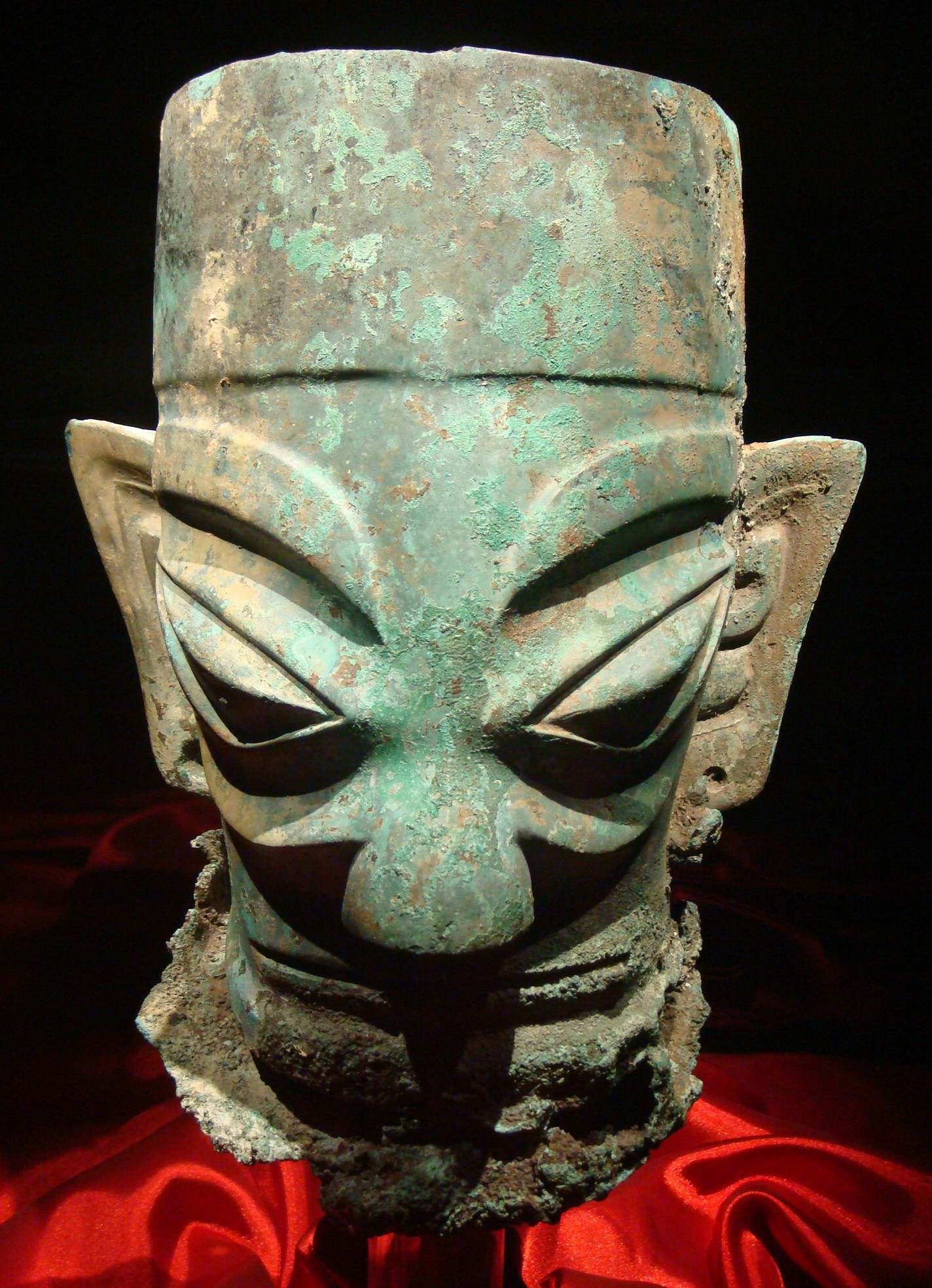
Testa in bronzo (27 cm) di Sanxingdui

Nel 1929 un contadino dissotterrò una grande quantità di reperti in giada mentre scavava un pozzo. Molti di loro finirono col tempo in mano a privati collezionisti. Generazioni di archeologi cinesi cercarono nella zona senza successo fino al 1986, quando alcuni operai trovarono pozzi sacrificali contenenti migliaia di oggetti in oro, bronzo, giada e ceramica, tutti rotti (forse sfigurati durante i riti), bruciati ed attentamente sepolti. I ricercatori rimasero attoniti per aver trovato uno stile artistico completamente sconosciuto nella storia dell'arte cinese, la cui base era da sempre la storia e i manufatti delle civiltà del fiume Giallo.
Tutte le scoperte di Sanxingdui svegliarono l'interesse degli studiosi, ma i bronzi furono quelli che esaltarono il mondo. Task Rosen del British Museum li considerò più importanti dell'esercito di terracotta di Xi'an. Le prime mostre di bronzi di Sanxingdui si tenne a Pechino (1987, 1990) ed al Museo Olimpico di Losanna (1993). Le mostre di Sanxingdui viaggiarono in tutto il mondo, ed i biglietti andarono esauriti ovunque, dall'Hybary Arts Museum di Monaco di Baviera (1995) al Museo nazionale svizzero di Zurigo (1996), dal British Museum di Londra (1996) al Museo Nazionale Danese di Copenaghen (1997), dal Museo Guggenheim di New York (1998) ai numerosi musei del Giappone (1998), dal National Palace Museum di Taipei (1999) all'Asian Civilisations Museum di Singapore (2007).
Nonostante il grande interesse suscitato dai ritrovamenti, il sito archeologico patì inondazioni e inquinamento, e per questo motivo fu inserito nel 1996 World Monuments Watch del World Monuments Fund. Per la conservazione del sito, furono offerti fondi dall'American Express per permettere la costruzione di una diga protettiva. Inoltre, nel 1997, fu inaugurato il museo di Sanxingdui nei pressi del sito archeologico originale.

## Galleria d'immagini

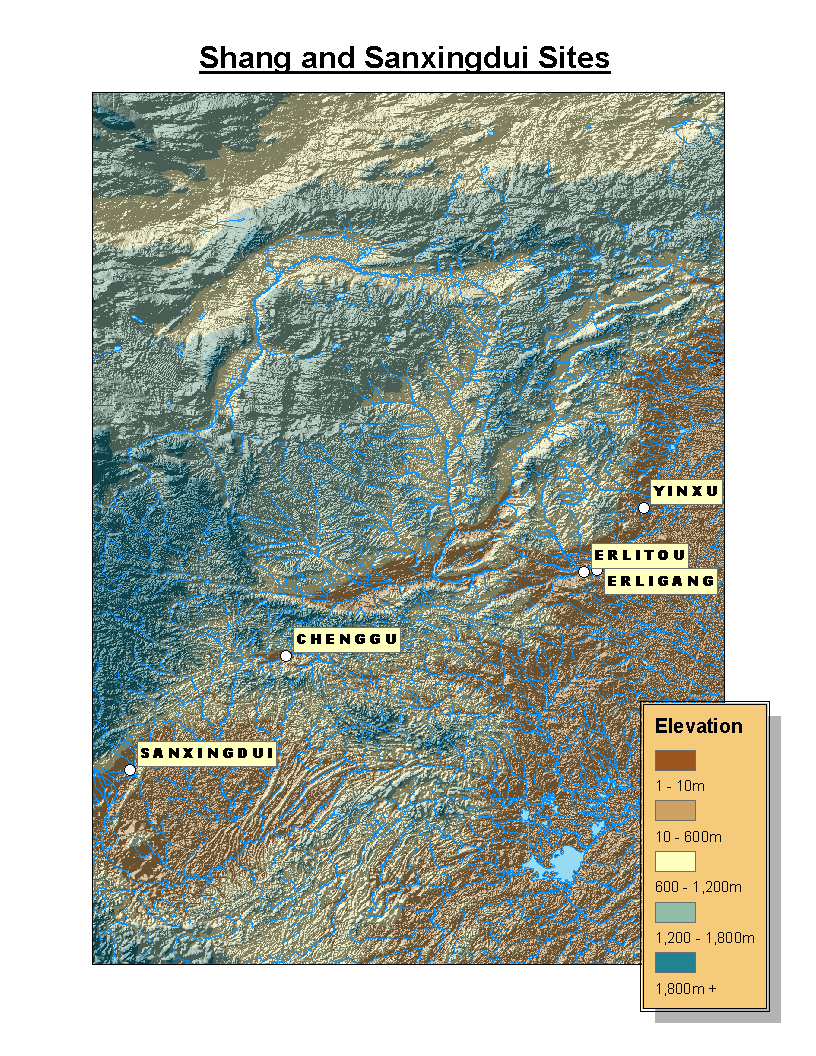
La cultura di Sanxingdui fu contemporanea della cultura di Shang (1600-1027 a.C.). Il sito di Chenggu mostra un'influenza sia da Shang che da Sanxingdui.
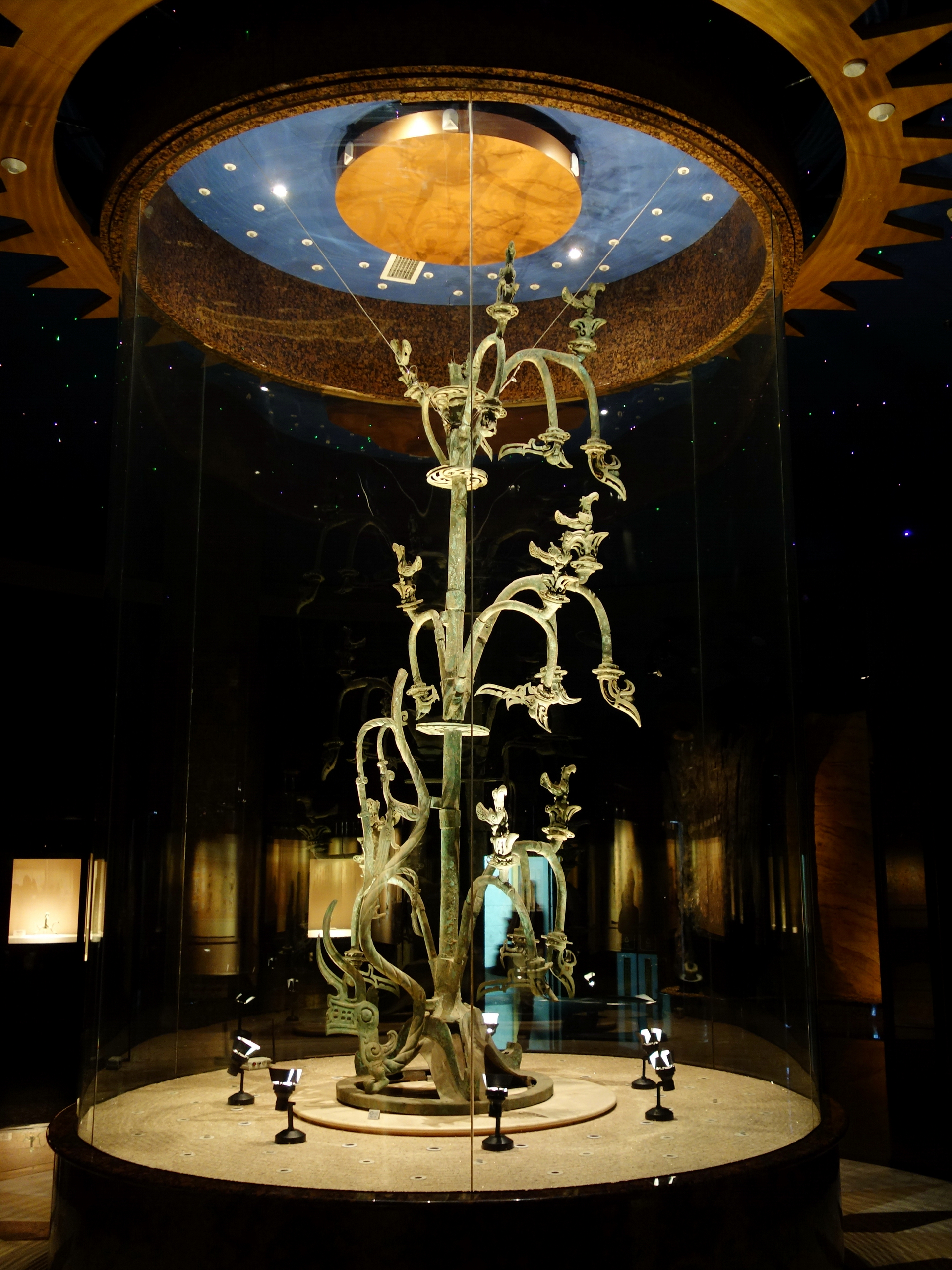
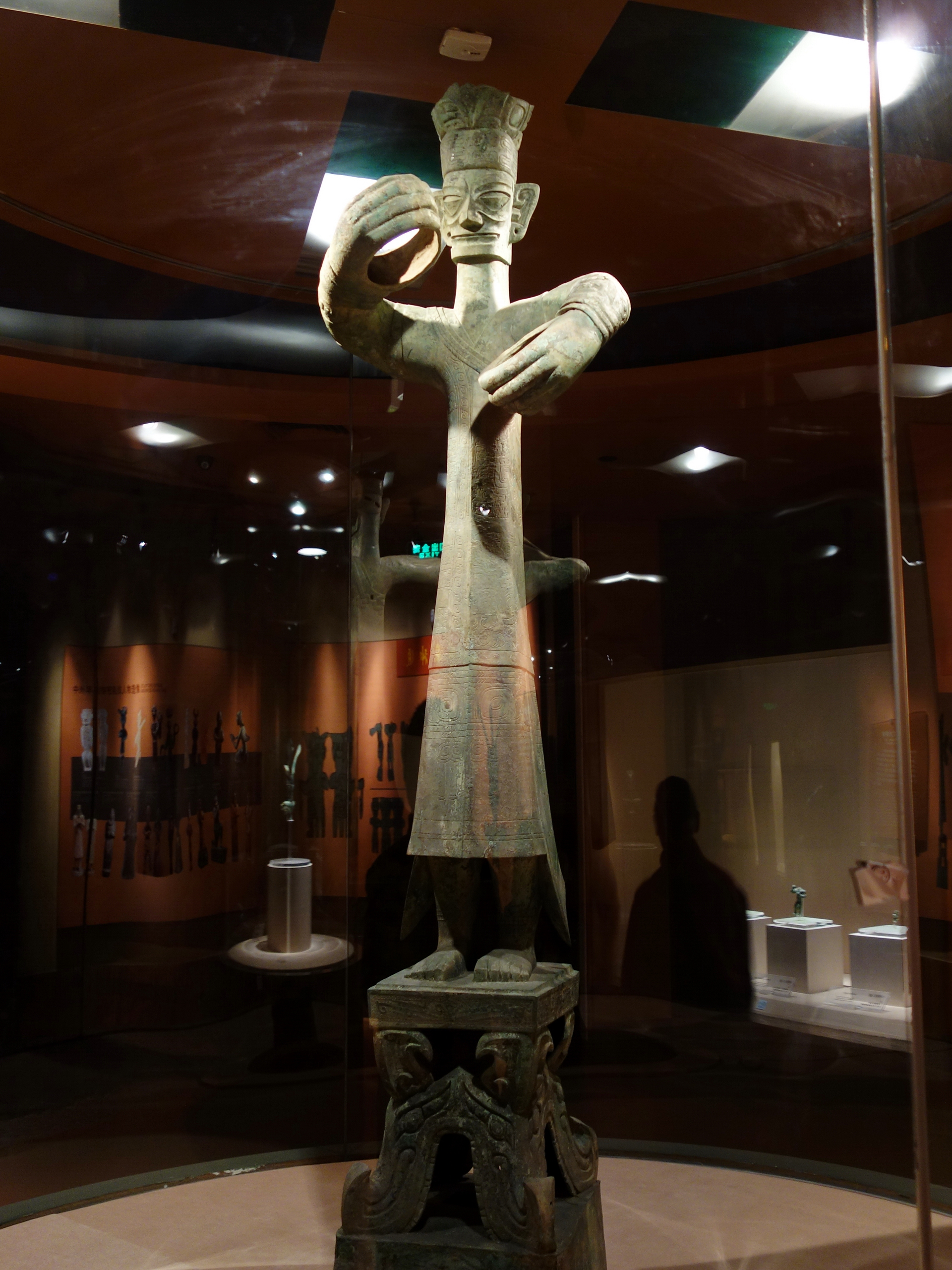
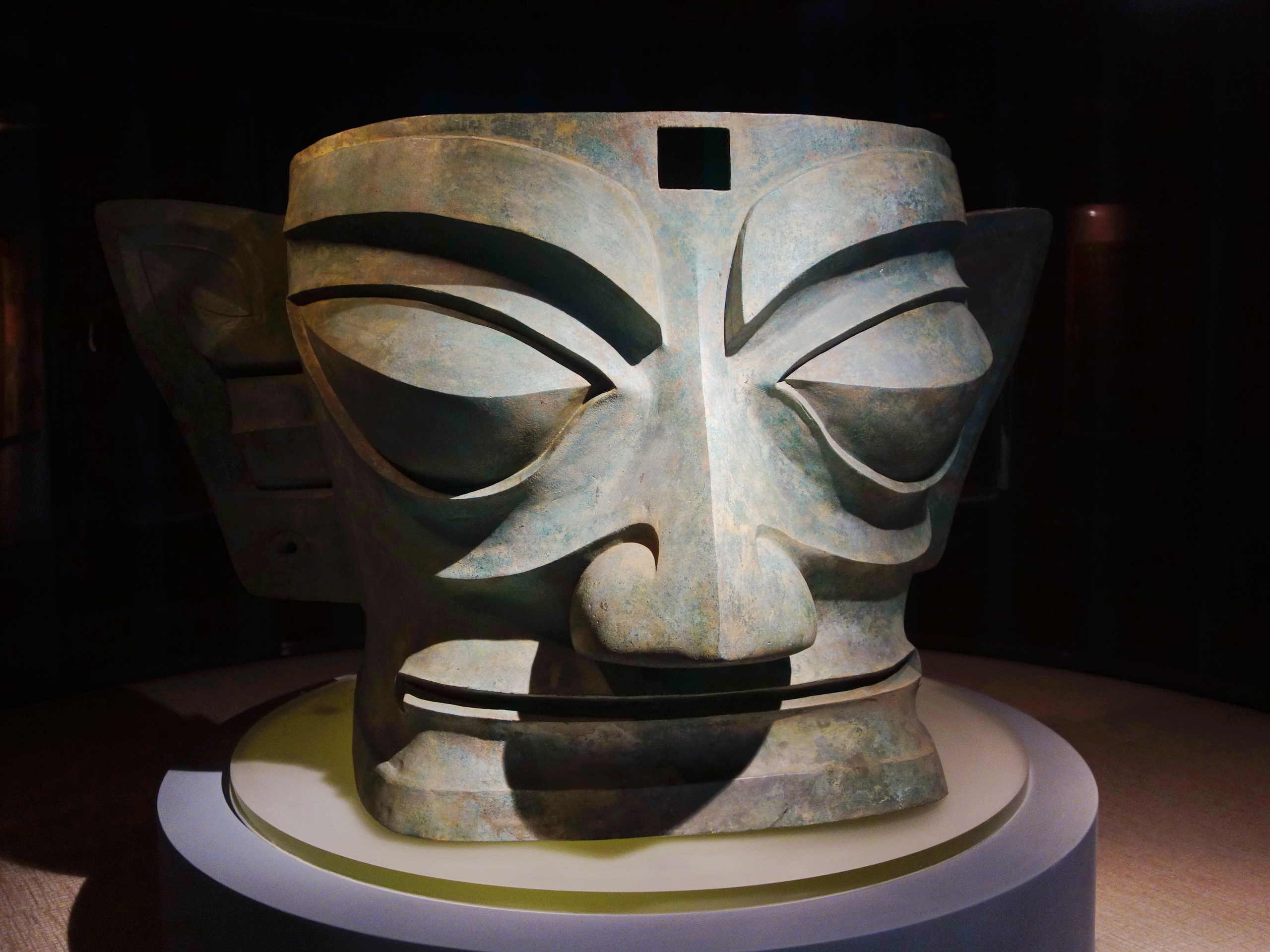
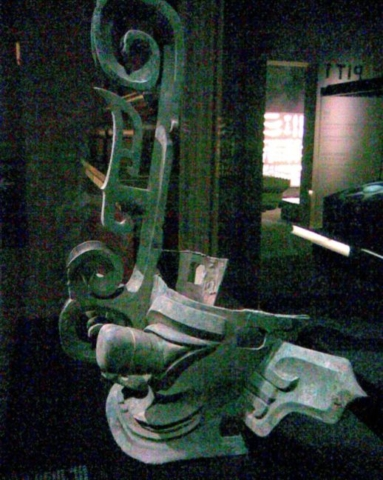
Testa in bronzo di Sanxingdui con le caratteristiche grandi orecchie, le pupille sporgenti e gli elaborati ornamenti
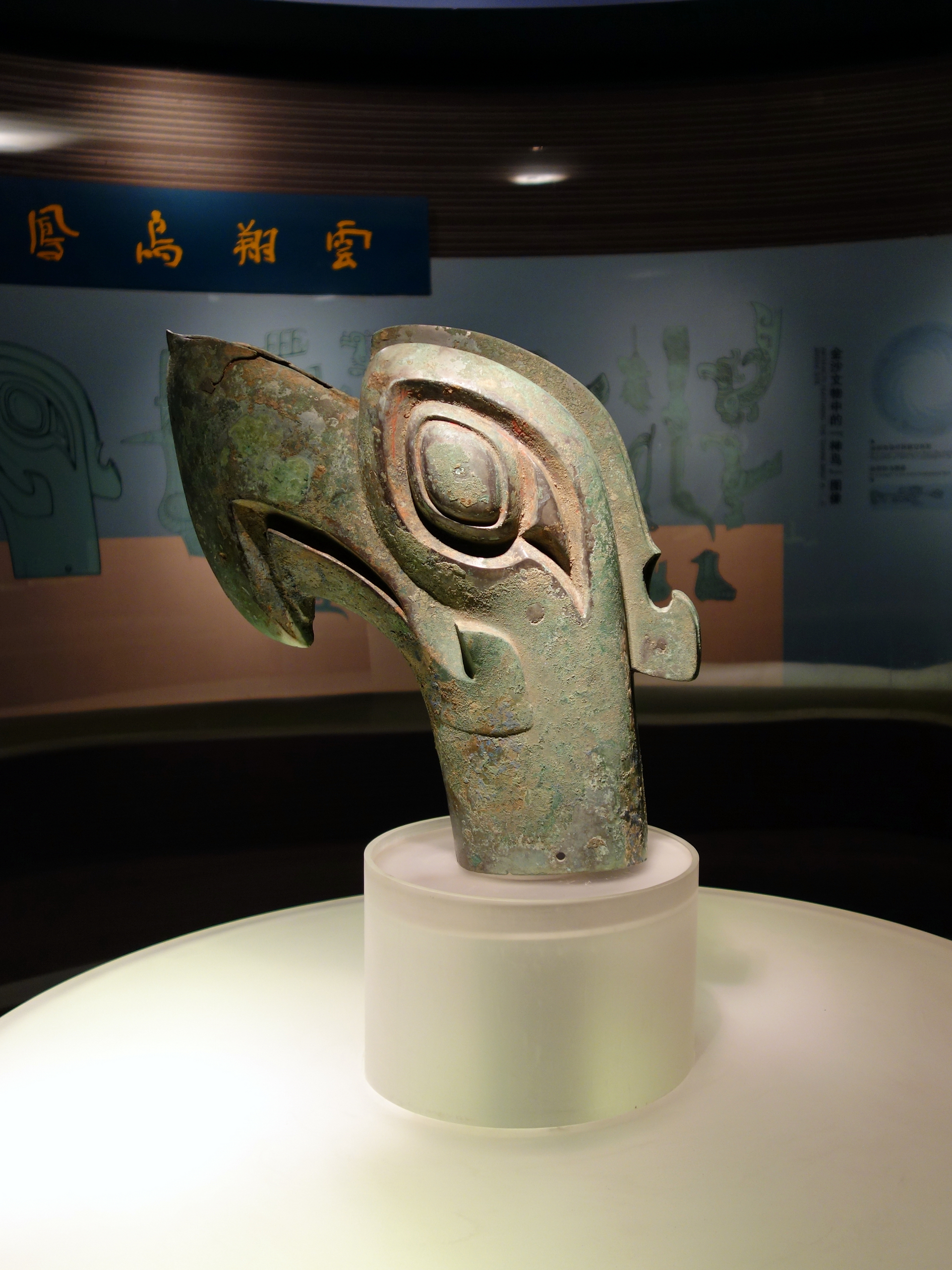
Testa d'aquila in bronzo di Sanxingdui
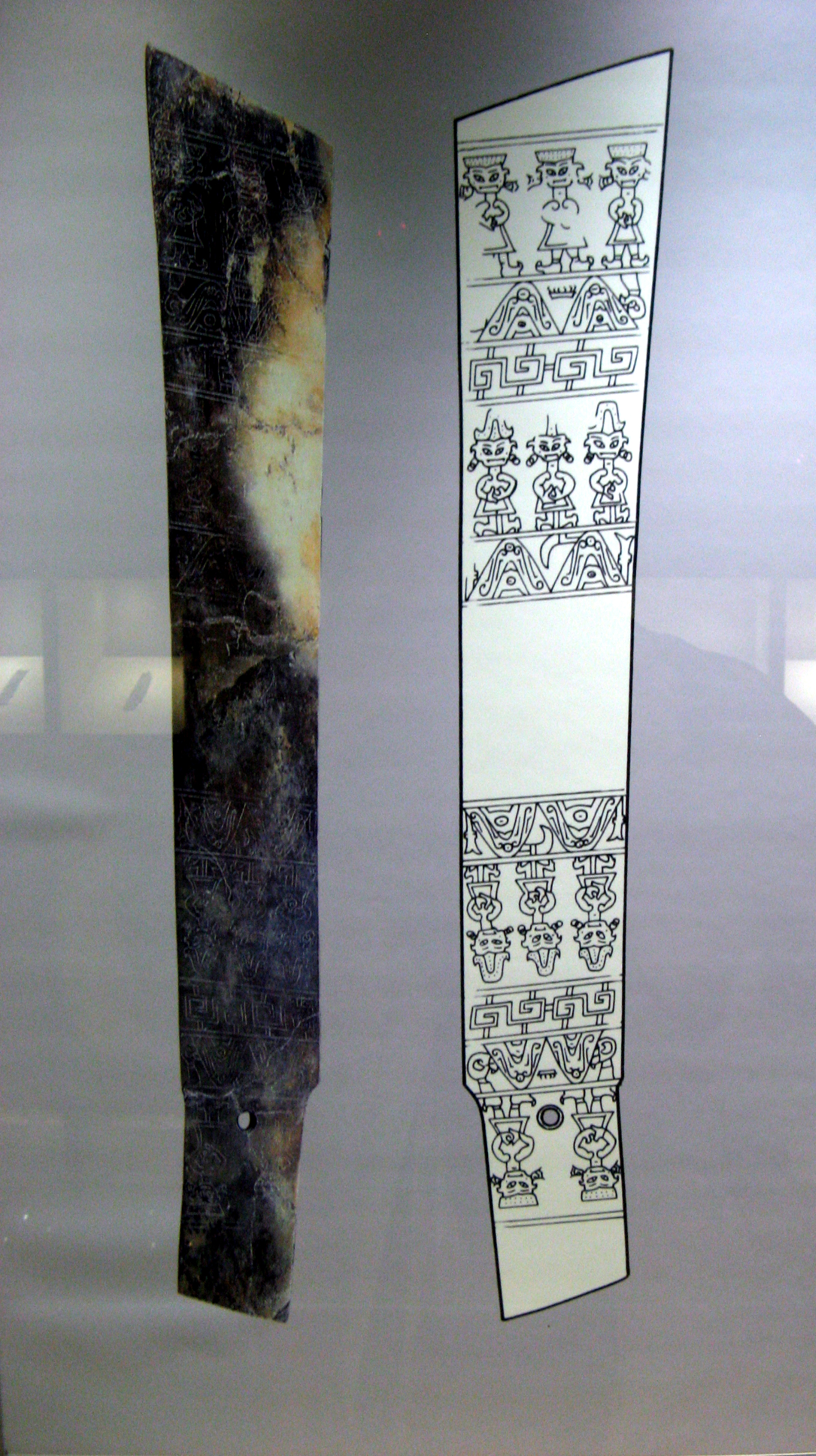